# Parma Football Club 2014-2015
Questa voce raccoglie le informazioni riguardanti il Parma Football Club nelle competizioni ufficiali della stagione 2014-2015.

## Stagione

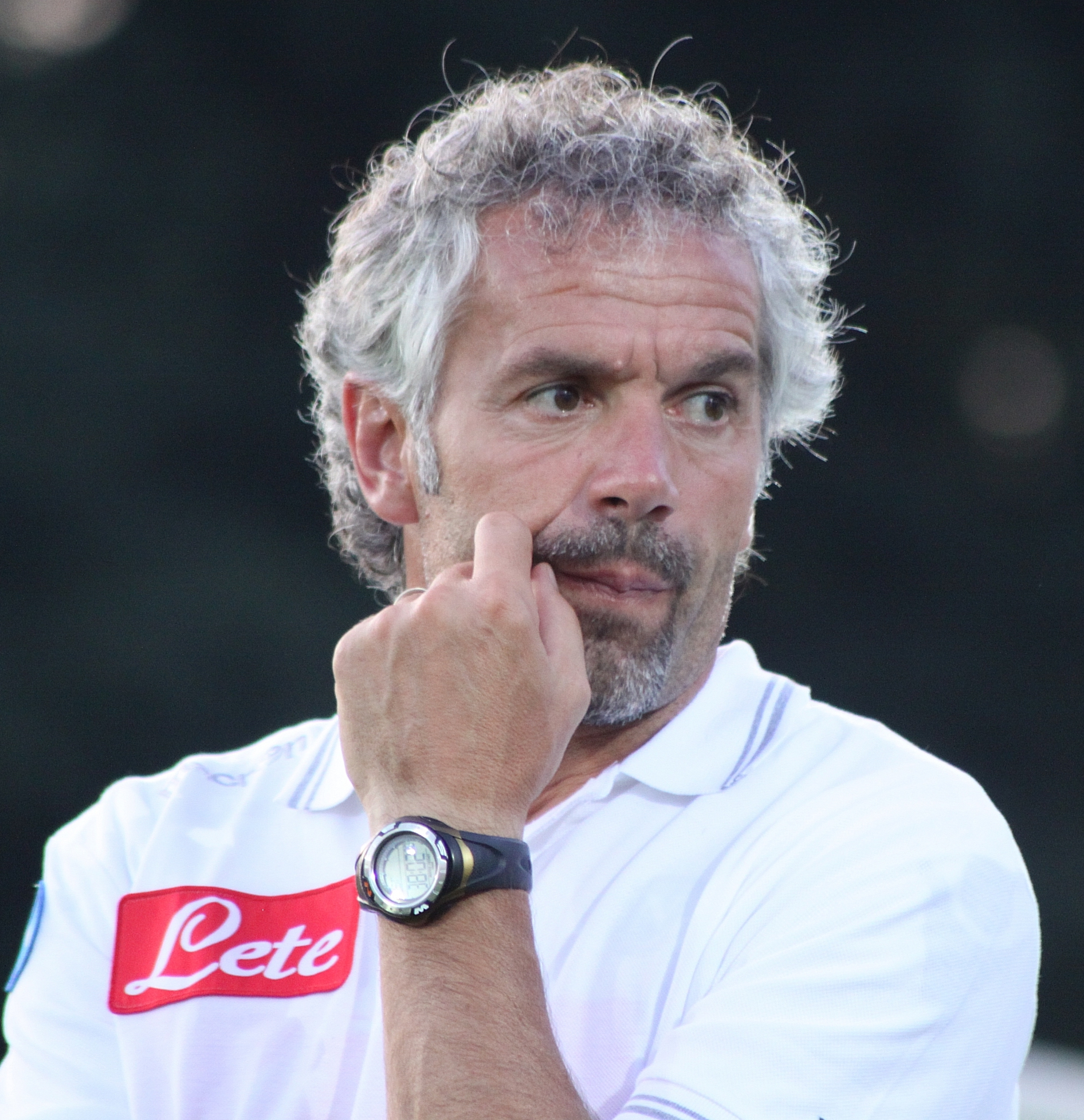
Roberto Donadoni resta alla guida del club ducale per la quarta stagione consecutiva.

### La presidenza Ghirardi
Dopo la mancata partecipazione all'Europa League — obiettivo raggiunto sul campo ma negato dalla UEFA per questioni legate all'apposita licenza — il presidente Tommaso Ghirardi annunciò le dimissioni dall'incarico, tornando tuttavia a capo della società nel settembre 2014, dietro richiesta del consiglio d'amministrazione. Roberto Donadoni venne invece confermato in panchina.
Il calciomercato fu caratterizzato principalmente dall'inserimento in rosa di giocatori di categoria inferiore richiamati dai rispettivi prestiti. Tra i movimenti più rilevanti si segnalano l'acquisto del regista Francesco Lodi dal Catania e il ritorno di Ishak Belfodil dal Livorno. Tra le partenze si segnala quella di Marco Marchionni, che approda alla Sampdoria in cambio di Andrea Costa, di Gianni Munari, che si trasferisce in Inghilterra al Watford, di Walter Gargano, che ritorna al Napoli, di Ezequiel Schelotto, di Marco Parolo (elemento determinante nella stagione precedente) che approda a titolo definitivo alla Lazio, e di Amauri, trasferitosi nell'ultima giornata di mercato al Torino. Nell'ultimo giorno di transazioni il Parma si rinforza in difesa acquisendo a titolo temporaneo dalla Juventus Paolo De Ceglie.
L'esordio del Parma nel campionato 2014-2015 avviene in trasferta al Manuzzi di Cesena, con gli emiliani che vengono sconfitti per 1-0 dal neopromosso Cesena grazie al gol segnato nella ripresa da Alejandro Rodríguez. Nella seconda gara della stagione, il 14 settembre, il Parma perde in casa una partita rocambolesca contro il Milan, che vince per 4-5. Lo stesso mese arriva inoltre la notizia dell'indisponibilità per tutta la stagione di Jonathan Biabiany, cui viene diagnosticata un'aritmia cardiaca.

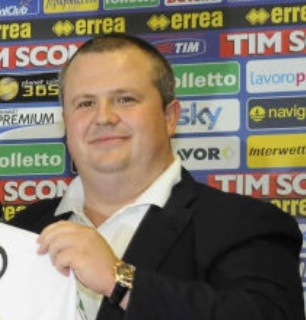
Tommaso Ghirardi

Il rendimento della squadra di Roberto Donadoni si mantiene scarso: in particolare i crociati inanellano una serie di sei sconfitte consecutive, interrotta alla 10ª giornata dalla vittoria casalinga per 2-0 contro l'Inter, alla quale fa tuttavia seguito, all'11ª giornata, un secco 7-0 esterno contro la Juventus (risultato che costituisce la più ampia sconfitta nella storia degli emiliani in Serie A).

### La gestione dei Giordano
Alle difficoltà in campo si sommano presto quelle societarie: il 7 dicembre Tommaso Ghirardi vende ufficialmente il Parma a una cordata con capitali russo-ciprioti rappresentata dagli avvocati Pasquale e Fabio Giordano: quest'ultimo, il 16 dicembre, si presenta ufficialmente come vicepresidente del club, mentre la massima carica sociale va a Pietro Doca. Il 19 dicembre le quote di maggioranza della Eventi Sportivi S.p.A. (società controllante il club ducale) vengono acquisite dalla cipriota Dastraso Holdings Ltd., che si dichiara attiva nel ramo dell'estrazione petrolifera.

### L'avvento di Taçi e la presidenza Kodra
Il 21 gennaio la presidenza del club passa a Ermir Kodra (che ricopre anche la carica di amministratore delegato e direttore generale), mentre la proprietà viene avocata al petroliere albanese Rezart Taçi. Il 9 dicembre al club viene irrogato un punto di penalità a causa del pagamento solo parziale dell'IRPEF dell'ultimo semestre dell'anno precedente.
Al termine del girone d'andata il Parma si trova in ultima posizione insieme al Cesena, con soli 9 punti conquistati, eguagliando così il record negativo di punti nel girone d'andata stabilito dall'Ascoli nella stagione 2006-2007. Inoltre il Parma risulta essere la squadra che ha collezionato meno punti anche a confronto con le altre ultime classificate dei quattro campionati europei col maggior tasso tecnico: in Premier League il Leicester City è infatti ultimo con 13 punti, nella Liga il Granada ne ha 14, in Ligue 1 in Caen 15 così come in Bundesliga il Borussia Dortmund e il Friburgo. Il 25 gennaio la sconfitta nello scontro diretto casalingo contro il Cesena per 2-1 lascia il Parma all'ultimo posto solitario, suscitando le proteste della tifoseria organizzata; nel dopopartita il DG Pietro Leonardi è colto da un malore a causa dello stress e viene ricoverato in ospedale.
Il 23 gennaio viene annunciata la decisione di Antonio Cassano di mettere in mora il club per il mancato versamento delle mensilità; la società replica negando la circostanza e affermando che l'attaccante aveva solo reclamato lo stipendio non pagato. Dopo la gara persa contro il Cesena, il 26 gennaio Cassano rescinde il suo contratto con il Parma. Il 29 gennaio anche Lodi segue l'esempio dell'ex compagno e mette in mora la società chiedendo il pagamento di tutti gli stipendi arretrati entro 21 giorni.
Durante la sessione invernale del calciomercato i ducali si rinforzano con gli arrivi a titolo temporaneo di Andi Lila dal PAS Giannina, di Antonio Nocerino dal Milan, di Cristian Rodríguez dall'Atlético Madrid e di Silvestre Varela dal Porto. Nell'ultima giornata utile della finestra invernale, il 2 febbraio, ritorna dal prestito al Palermo anche Zouhair Feddal. Tra le cessioni si registrano molte partenze di giocatori scoraggiati dalla difficile situazione societaria: De Ceglie torna alla Juventus, mentre Gabriel Paletta approda al Milan dopo quattro anni e mezzo al Parma; Afriyie Acquah ritorna all'Hoffenheim che lo cede poi alla Sampdoria, mentre il difensore Felipe rescinde consensualmente il suo contratto. Lascia anche l'attaccante Nicola Pozzi, che viene ceduto in prestito con diritto di riscatto fissato a soli 1 000 € al Chievo.
Il cammino in Coppa Italia del Parma inizia direttamente agli ottavi di finale (in virtù del sesto posto ottenuto nella stagione precedente). Il 14 gennaio i ducali si qualificano ai quarti superando il Cagliari per 2-1 con gol di Paletta e Rispoli. La corsa si ferma però già al turno successivo, il 28 gennaio, allorché la Juventus passa per 1-0 al Tardini con gol di Álvaro Morata.

### La presidenza Manenti
Il 6 febbraio la società viene nuovamente ceduta a una cordata italiana. Il nuovo proprietario si rivela essere Giampietro Manenti, amministratore delegato della Mapi Group (società di consulenze basata a Nova Gorica), che paga alla Dastraso Holding la cifra simbolica di 1 € e si accolla tutto il debito sociale, impegnandosi inoltre a pagare i 15 milioni di euro necessari per saldare gli stipendi arretrati e scongiurare la messa in mora della società entro il 16 febbraio. Il 13 febbraio Pietro Leonardi viene deferito dalla FIGC per non aver documentato l'avvenuto pagamento delle ritenute IRPEF e dei contributi INPS per le mensilità di luglio, agosto e settembre 2014; lo stesso giorno egli si dimette dal CdA del club, rimanendo tuttavia direttore generale.
Alla mezzanotte del 16 febbraio, termine di scadenza dell'ultimo giorno utile del pagamento degli stipendi, non viene versato alcun bonifico a seguito della notifica della procura dell'istanza di fallimento. L'indomani, a seguito di una procedura di pignoramento avviata da Equitalia, gli ufficiali incaricati sequestrano al centro sportivo di Collecchio alcuni automezzi (furgoni e auto) ed altri beni intestati al club. In classifica, a seguito dei deferimenti della FIGC, la penalità cresce di cinque punti (dei quali due per l'insolvenza di novembre e tre per la recidiva del 16 febbraio, per il mancato pagamento degli stipendi); il presidente Manenti continua tuttavia a professarsi sicuro dell'arrivo dei soldi. Intanto la Procura Federale di Parma, attraverso i P.M. Paola Dal Monte, Giuseppe Amara e Umberto Ausiello, chiede l'apertura della procedura di fallimento della società, date le inadempienze fiscali e la voragine debitoria di 97 milioni di €.
Il 18 febbraio Manenti riesce a ottenere una proroga sui termini di pagamento e ostenta sicurezza sull'arrivo dei soldi, mentre il presidente dell'AIC Damiano Tommasi, dopo un incontro con la squadra, si proclama cautamente fiducioso sull'attuazione delle promesse e degli impegni presi a parole dalla nuova proprietà.
Il mattino del 19 febbraio il GOS (Gruppo Operativo sulla Sicurezza) si riunisce alla questura di Parma e scongiura l'ipotesi di cancellazione della partita, mentre Manenti incontra nuovamente la squadra e chiede ancora fiducia per i pagamenti e il bonifico. Nonostante ciò il 20 febbraio la gara casalinga contro l'Udinese viene rinviata a data da destinarsi. Frattanto il dg Leonardi viene ricoverato in ospedale per un altro malore e il 21 febbraio viene trasferito in un centro specializzato nella cura degli stati d'ansia e per quelli depressivi. Il giorno seguente circa mille tifosi si radunano per protesta sotto casa sua e lo insultano.
Dinnanzi alle difficoltà sempre più evidenti, il presidente della Sampdoria Massimo Ferrero si proclama disponibile ad aiutare economicamente il club parmense pagando la trasferta della Primavera in Liguria, e invita le altre squadre di Serie A a concorrere al salvataggio del Parma, ottenendo però il rifiuto del Cesena. Frattanto si fa avanti l'Inter, che offre un pullman agli Allievi emiliani per partecipare a un torneo. Le confische dei beni del club proseguono: dopo i pulmini e le auto, il 5 marzo finiscono all'asta anche le panchine dello stadio e il mobilio dello spogliatoio, con il prezzo base di 5 000 €. Il 26 febbraio i giocatori rendono noto il rifiuto di scendere in campo nella trasferta contro il Genoa; le altre squadre, in segno di solidarietà, iniziano le gare alle 15:15 anziché alle 15:00. Il giorno seguente, come da richiesta dei giocatori alla FIGC, diventa ufficiale il rinvio della gara Genoa-Parma a data da destinarsi.
Il 4 marzo Pietro Leonardi si dimette dall'incarico di direttore generale per motivi di salute e insieme all'ex presidente Ghirardi finisce nel registro degli indagati per concorso in bancarotta fraudolenta nell'inchiesta della Procura di Parma sulla gestione della società.
La Lega di Serie A delibera infine a maggioranza (16 club a favore su 20) di versare al club fino a 5 milioni di euro tramite il fondo delle multe comminate dal giudice sportivo per consentire alla squadra di concludere regolarmente la stagione. Perciò, dopo due settimane di stop, i giocatori accettano di tornare in campo nella gara casalinga contro l'Atalanta.
Il 14 marzo al Parma vengono inflitti altri due punti di penalizzazione (per un totale di tre), mentre Ghirardi e Leonardi vengono inibiti per quattro mesi. Dopo la sconfitta contro il Sassuolo, il 16 marzo il presidente Manenti rifiuta l'offerta d'acquisto al prezzo di 500 000 € avanzata dal finanziere Alessandro Proto, chiedendo non meno di 5 milioni di euro. Due giorni dopo Manenti viene arrestato con l'accusa di reimpiego di capitali illeciti, per aver provato a ottenere con l'aiuto di complici 4,5 milioni di euro da versare al club tramite l'utilizzo di carte di credito clonate.

### Fallimento del Parma Calcio
Il giorno seguente il Parma viene dichiarato ufficialmente fallito dal Tribunale di Parma, che lo pone in regime di esercizio provvisorio dell'impresa e nomina i commercialisti Angelo Anedda e Alberto Guiotto come curatori fallimentari. Viene rivelato inoltre che i debiti del club emiliano ammontano a 218 446 754,61 €, con un patrimonio netto negativo di 46 696 901 € e un ingente debito sportivo stimabile allo Stato in 74 360 912 € (di cui 63 039 920 € nei confronti dei calciatori tesserati).
Il 21 aprile la base d'asta per rilevare la società viene fissata a 20 milioni di €. Il giorno seguente il Tribunale di Parma dichiara anche il fallimento della Eventi Sportivi S.p.A., la società in mano a Manenti che deteneva il 90% del capitale sociale del Parma, e nomina un ulteriore curatore fallimentare. Lo stato d'insolvenza appare infatti conclamato e irreversibile con una situazione debitoria complessiva (secondo le risultanze del bilancio al 30 giugno 2014, ultimo rendiconto disponibile) di 63 786 083 € a fronte di un attivo patrimoniale di circa 12 milioni di €.
Battuto per 4-0 dalla Lazio a fine aprile, il Parma retrocede aritmeticamente in Serie B con cinque giornate ancora da disputare.
Le aste del 6, 12, 18, 22 e 28 maggio (con base iniziale fissata a 20 milioni di € e finale a 6) vanno tutte deserte e così si procede con la convocazione straordinaria per il 9 giugno come ultima procedura di vendita, con un prezzo di vendita ribassato ulteriormente a 4,5 milioni di €; inoltre viene prorogato l'esercizio provvisorio fino al 15 giugno. Il 9 giugno non perviene ancora alcuna offerta, ma solo una manifestazione d'interesse giunta a firma delle società VIRIS S.p.A. (ambito immobiliare) e Unigasket S.p.A (settore PTFE Paste Extrusion), che il giorno seguente vengono poste all'attenzione del comitato dei creditori e del giudice delegato Rosato, che autorizza i curatori fallimentari ad avviare trattative private con Giuseppe Corrado, presidente e A di The Space Cinema, e con Mike Piazza, ex giocatore di baseball statunitense affiancato da un gruppo di imprenditori americani e dalla banca JP Morgan. A essi viene richiesto di mettere a disposizione entro il 12 giugno tutti i dati richiesti e versare un deposito cauzionale non inferiore 900.000 euro.
Il 22 giugno, non essendosi concretizzata alcuna offerta d'acquisto, il giudice delegato decreta la fine dell'esercizio provvisorio del Parma con susseguente avvio della procedura di liquidazione e delle azioni risarcitorie, sancendo così la definitiva estromissione del club ducale dal calcio professionistico italiano. Il 22 giugno 2015 i giocatori vengono svincolati e le comproprietà risolte.

## Divise e sponsor
Il fornitore tecnico per la stagione 2014-2015 è Erreà, mentre gli sponsor ufficiali sono Vorwerk attraverso il marchio Folletto ed Energy T.I. Group. Su tutte campeggia per la prima volta il nuovo stemma del Parma, che succede a quello speciale creato per il centenario. La forma riprende lo scudo degli anni cinquanta, all'interno permangono la croce nera su fondo bianco e sette strisce gialloblù che riprendono i colori della città.
La prima maglia è nel solco della tradizione, bianca con la croce nera, su cui poggia il colletto a polo nero con scollatura bianca, arricchito dalla scritta "Parma F.C." sul tergisudore interno e sul retro. La croce è stata ridotta rispetto allo scorso anno e non prosegue nella parte posteriore. Cambio di modello per la seconda maglia, blu con righe orizzontali tono su tono a impreziosirla e palo centrale giallo che scende dal colletto alla coreana. Sempre dal colletto partono due code di topo che terminano sotto le maniche, queste definite da un inserto giallo. La terza maglia riprende esattamente quella casalinga, ma si colora di giallo con croce blu, una soluzione utilizzata più volte nella storia del Parma ed è abbinata a pantaloncini e calze gialle. Nella collezione Erreà c'è spazio anche per una quarta maglia speciale di colore verde, un omaggio al main sponsor Folletto: anche qui sono presenti le strisce tono su tono, ma in verticale. Il colletto è a polo con un tassello bianco, mentre sull'orlo delle maniche compaiono il giallo a destra e il blu a sinistra.
| Casa | Trasferta | Terza divisa | Quarta divisa |

## Rosa
Rosa aggiornata al 6 maggio 2015.
| N. |                               | Ruolo | Calciatore                      |
| -- | ----------------------------- | ----- | ------------------------------- |
| 1  | Italia (bandiera)             | P     | Riccardo Bertozzi               |
| 1  | Italia (bandiera)             | P     | Alex Cordaz                     |
| 2  | Italia (bandiera)             | D     | Mattia Cassani                  |
| 3  | Albania (bandiera)            | C     | Andi Lila                       |
| 4  | Portogallo (bandiera)         | D     | Pedro Mendes                    |
| 5  | Algeria (bandiera)            | A     | Abdelkader Ghezzal              |
| 6  | Italia (bandiera)             | D     | Alessandro Lucarelli (capitano) |
| 7  | Italia (bandiera)             | D     | Luca Ravanelli                  |
| 7  | Francia (bandiera)            | A     | Jonathan Biabiany               |
| 8  | Italia (bandiera)             | C     | José Mauri                      |
| 9  | Italia (bandiera)             | A     | Nicola Pozzi                    |
| 10 | Algeria (bandiera)            | A     | Ishak Belfodil                  |
| 11 | Italia (bandiera)             | D     | Paolo De Ceglie                 |
| 11 | Brasile (bandiera)            | A     | Amauri                          |
| 13 | Italia (bandiera)             | D     | Giuseppe Prestia                |
| 13 | Macedonia del Nord (bandiera) | D     | Stefan Ristovski                |
| 14 | Italia (bandiera)             | C     | Daniele Galloppa                |
| 15 | Italia (bandiera)             | D     | Andrea Costa                    |
| 17 | Italia (bandiera)             | A     | Raffaele Palladino              |
| 18 | Italia (bandiera)             | D     | Massimo Gobbi                   |
| 19 | Brasile (bandiera)            | D     | Felipe                          |
| 20 | Marocco (bandiera)            | A     | Soufiane Bidaoui                |
| 20 | Algeria (bandiera)            | C     | Ismaël Taïder                   |
| 21 | Italia (bandiera)             | C     | Francesco Lodi                  |
| 22 | Italia (bandiera)             | P     | Alessandro Iacobucci            |
| 23 | Italia (bandiera)             | C     | Antonio Nocerino                |
| 24 | Uruguay (bandiera)            | C     | Cristian Rodríguez              |
| 26 | Portogallo (bandiera)         | A     | Silvestre Varela                |

| N. |                       | Ruolo | Calciatore          |
| -- | --------------------- | ----- | ------------------- |
| 27 | Italia (bandiera)     | D     | Fabiano Santacroce  |
| 28 | Marocco (bandiera)    | D     | Zouhair Feddal      |
| 29 | Italia (bandiera)     | D     | Gabriel Paletta     |
| 30 | Ghana (bandiera)      | C     | Afriyie Acquah      |
| 31 | Kenya (bandiera)      | C     | McDonald Mariga     |
| 33 | Italia (bandiera)     | D     | Andrea Rispoli      |
| 34 | Slovacchia (bandiera) | C     | Lukáš Haraslín      |
| 36 | Italia (bandiera)     | P     | Diego Rossetto      |
| 37 | Italia (bandiera)     | C     | Jérémie Broh        |
| 38 | Croazia (bandiera)    | D     | Martin Erlić        |
| 40 | Senegal (bandiera)    | C     | Badara Sarr         |
| 42 | Italia (bandiera)     | D     | Davide Zuccolini    |
| 44 | Cile (bandiera)       | A     | Ignacio Jeraldino   |
| 54 | Ghana (bandiera)      | C     | Solomon Nyantakyi   |
| 58 | Italia (bandiera)     | D     | Mirko Esposito      |
| 70 | Brasile (bandiera)    | C     | Lucas Souza         |
| 80 | Cile (bandiera)       | C     | Cristóbal Jorquera  |
| 83 | Italia (bandiera)     | P     | Antonio Mirante     |
| 88 | Italia (bandiera)     | A     | Massimo Coda        |
| 91 | Slovacchia (bandiera) | P     | Pavol Bajza         |
| 92 | Croazia (bandiera)    | P     | Marijan Corić       |
| 99 | Italia (bandiera)     | A     | Antonio Cassano     |
|    | Canada (bandiera)     | P     | Robert Stillo       |
|    | Italia (bandiera)     | D     | Andrea Giallombardo |
|    | Italia (bandiera)     | C     | Gabriele Paonessa   |
|    | Brasile (bandiera)    | C     | Vicente             |
|    | Lituania (bandiera)   | A     | Tomas Danilevičius  |

## Calciomercato

### Sessione estiva(dall'1/7 all'1/9)
| Acquisti         | Acquisti               | Acquisti         | Acquisti                               |
| R.               | Nome                   | a                | Modalità                               |
| ---------------- | ---------------------- | ---------------- | -------------------------------------- |
| P                | Alex Cordaz            | Gorica           | fine prestito                          |
| P                | Alessandro Iacobucci   | Latina           | fine prestito                          |
| D                | Mattia Cassani         | Fiorentina       | definitivo                             |
| D                | Andrea Costa           | Sampdoria        | scambio                                |
| D                | Paolo De Ceglie        | Juventus         | prestito                               |
| D                | Pedro Mendes           | Sassuolo         | riscatto compartecipazione (0,1 mln €) |
| D                | Andrea Rispoli         | Ternana          | fine prestito                          |
| D                | Stefan Ristovski       | Latina           | fine prestito                          |
| D                | Fabiano Santacroce     | Padova           | fine prestito                          |
| C                | Afriyie Acquah         | Hoffenheim       | prestito                               |
| C                | Cristóbal Jorquera     | Eskişehirspor    | fine prestito                          |
| C                | Francesco Lodi         | Catania          | prestito                               |
| C                | Dániel Tőzsér          | Genoa            | definitivo                             |
| C                | Lucas Souza            | Olhanense        | definitivo (0,5 mln €)                 |
| A                | Ishak Belfodil         | Inter            | riscatto compartecipazione (3,5 mln €) |
| A                | Jonathan Biabiany      | Sampdoria        | riscatto compartecipazione             |
| A                | Soufiane Bidaoui       | Crotone          | fine prestito                          |
| A                | Antonio Cassano        | Inter            | svincolato                             |
| A                | Massimo Coda           | Gorica           | fine prestito                          |
| A                | Abdelkader Ghezzal     | Latina           | fine prestito                          |
| Altre operazioni |                        |                  |                                        |
| R.               | Nome                   | da               | Modalità                               |
| P                | Stefano Addario Paride | Pontedera        | definitivo                             |
| P                | Nicola Ravaglia        | Cesena           | definitivo                             |
| P                | Andrea Rossini         | Cesena           | definitivo                             |
| D                | Errico Altobello       | Savona           | definitivo                             |
| D                | Matteo Di Gennaro      | Ascoli           | riscatto compartecipazione             |
| D                | Gian Marco Ferrari     | Gubbio           | riscatto compartecipazione             |
| D                | Alberto Galuppo        | Siena            | riscatto compartecipazione             |
| D                | Andrea Giallombardo    | Gubbio           | fine prestito                          |
| D                | Pietro Manganelli      | Colligiana       | svincolato                             |
| D                | Marco Paolini          | Cesena           | riscatto compartecipazione             |
| D                | Jonas Portin           | Padova           | riscatto compartecipazione             |
| D                | Giuseppe Prestia       | Crotone          | riscatto compartecipazione             |
| D                | Matija Širok           | Gorica           | definitivo                             |
| C                | Simone Addessi         | Latina           | svincolato                             |
| C                | Filippo Boniperti      | Juventus         | riscatto compartecipazione             |
| C                | Daniele Casiraghi      | Lecce            | definitivo                             |
| C                | Camillo Ciano          | Napoli           | svincolato                             |
| C                | Davide Colomba         | Ascoli           | riscatto compartecipazione             |
| C                | Francesco Deli         | Paganese         | definitivo                             |
| C                | Antonio Grillo         | Paganese         | svincolato                             |
| C                | Massimo Loviso         | Crotone          | riscatto compartecipazione             |
| C                | Ciro Lucchese          | Teramo           | riscatto compartecipazione             |
| C                | Luca Procacci          | Gubbio           | riscatto compartecipazione             |
| C                | Zsolt Tamási           | Ascoli           | riscatto compartecipazione             |
| A                | Daniele Abbracciante   | Frosinone        | riscatto compartecipazione             |
| A                | Juan Antonio           | Sampdoria        | definitivo                             |
| A                | Cristiano Bussi        | Rimini           | svincolato                             |
| A                | Giuseppe Caccavallo    | Crotone          | riscatto compartecipazione             |
| A                | Mauro Cioffi           | Crotone          | riscatto compartecipazione             |
| A                | Tomas Danilevičius     | Gorica           | fine prestito                          |
| A                | Federico Di Francesco  | Pescara          | svincolato                             |
| A                | Andrea Dragonetti      | Ascoli           | svincolato                             |
| A                | Daniele Gragnoli       | Ascoli           | riscatto compartecipazione             |
| A                | Ignacio Jeraldino      | Unión San Felipe | prestito                               |
| A                | Nicolò Lolli           | Cesena           | definitivo                             |
| A                | Gianluca Turchetta     | Cesena           | definitivo                             |

| Cessioni         | Cessioni                | Cessioni      | Cessioni                   |
| R.               | Nome                    | a             | Modalità                   |
| ---------------- | ----------------------- | ------------- | -------------------------- |
| P                | Pavol Bajza             | Crotone       | prestito                   |
| P                | Nicola Pavarini         |               | fine carriera              |
| D                | Yohan Benalouane        | Atalanta      | definitivo (1 mln €)       |
| D                | Riccardo Brosco         | Latina        | definitivo (0,5 milioni €) |
| D                | Luca Ceppitelli         | Cagliari      | definitivo (2,5 milioni €) |
| D                | Djamel Mesbah           | Sampdoria     | definitivo                 |
| D                | Cristian Molinaro       | Torino        | svincolato                 |
| D                | Aleandro Rosi           | Genoa         | definitivo (1 mln €)       |
| D                | Jonathan Rossini        | Sassuolo      | fine prestito              |
| D                | Jherson Vergara         | Milan         | fine prestito              |
| C                | Álvaro Ampuero          | Universitario | prestito                   |
| C                | Raman Chibsah           | Sassuolo      | riscatto compartecipazione |
| C                | Walter Gargano          | Napoli        | fine prestito              |
| C                | Filip Janković          | Catania       | prestito                   |
| C                | Marco Marchionni        | Sampdoria     | scambio                    |
| C                | Stefano Morrone         | Pisa          | prestito                   |
| C                | Gianni Munari           | Watford       | prestito                   |
| C                | Sōtīrīs Ninīs           |               | svincolato                 |
| C                | Joel Obi                | Inter         | fine prestito              |
| C                | Marco Parolo            | Lazio         | definitivo (5,5 mln €)     |
| C                | Sławomir Peszko         | Colonia       | definitivo (0,5 mln €)     |
| C                | Ezequiel Schelotto      | Inter         | fine prestito              |
| C                | Riccardo Saponara       | Milan         | riscatto compartecipazione |
| C                | Dániel Tőzsér           | Watford       | prestito                   |
| C                | Zé Eduardo              | Cesena        | definitivo (0,3 mln €)     |
| A                | Amauri                  | Torino        | definitivo (1 milioni €)   |
| A                | Alberto Cerri           | Lanciano      | prestito                   |
| A                | Nicola Sansone          | Sassuolo      | riscatto compartecipazione |
| Altre operazioni |                         |               |                            |
| R.               | Nome                    | da            | Modalità                   |
| P                | Stefano Addario Paride  | Paganese      | definitivo                 |
| P                | Ivan Cacchioli          | L’Aquila      | prestito                   |
| P                | Matteo Cincilla         | Renate        | riscatto compartecipazione |
| P                | Alberto Gallinetta      | Juventus      | riscatto compartecipazione |
| P                | Alessandro Gozzi        | Savona        | definitivo                 |
| P                | Alessandro Piacenti     | Vigor Lamezia | prestito                   |
| P                | Mirko Pigliacelli       | Frosinone     | prestito                   |
| P                | Matteo Pisseri          | Juve Stabia   | prestito                   |
| P                | Nicola Ravaglia         | Cosenza       | prestito                   |
| P                | Mirko Ronchi            | Salernitana   | prestito                   |
| P                | Andrea Rossini          | Lupa Roma     | prestito                   |
| P                | Stefano Russo           | Salernitana   | prestito                   |
| P                | Antonio Santurro        | Savoia        | definitivo                 |
| D                | Davide Adorni           | Cesena        | riscatto compartecipazione |
| D                | Errico Altobello        | Messina       | prestito                   |
| D                | Angelo Bencivenga       | Foggia        | prestito                   |
| D                | Gonçalo Brandão         | Siena         | riscatto compartecipazione |
| D                | Tommaso Cancelloni      | Paganese      | prestito                   |
| D                | Dario Castaldo          | Lumezzane     | prestito                   |
| D                | Uroš Celcer             | Ross County   | prestito                   |
| D                | Francesco Checcucci     | Savoia        | definitivo                 |
| D                | Carlo Crialese          | Cesena        | definitivo                 |
| D                | Paolo Dametto           | Prato         | prestito                   |
| D                | Paolo Hernán Dellafiore | Latina        | definitivo                 |
| D                | Cristian Dell'Orco      | Ascoli        | prestito                   |
| D                | Abdoulaye Diakité       | Teramo        | prestito                   |
| D                | Matteo Di Gennaro       | Renate        | prestito                   |
| D                | Alessandro Favalli      | Cremonese     | prestito                   |
| D                | Zouhair Feddal          | Palermo       | prestito                   |
| D                | Gian Marco Ferrari      | Crotone       | prestito                   |
| D                | Giuseppe Figliomeni     | Latina        | riscatto compartecipazione |
| D                | Alberto Galuppo         | Gubbio        | prestito                   |
| D                | Abel Gigli              | Crotone       | prestito                   |
| D                | Alberto Giuliatto       | Venezia       | prestito                   |
| D                | Alen Jogan              | Gorica        | definitivo                 |
| D                | Mory Koné               | Troyes        | definitivo                 |
| D                | Giuliano Laezza         | Gubbio        | riscatto compartecipazione |
| D                | Fabio Lebran            | Crotone       | riscatto compartecipazione |
| D                | Matteo Legittimo        | SPAL          | prestito                   |
| D                | Giordano Maccarone      | L’Aquila      | prestito                   |
| D                | Pietro Manganelli       | Gubbio        | prestito                   |
| D                | Matteo Mantovani        | Crotone       | riscatto compartecipazione |
| D                | Marco Modolo            | Gorica        | definitivo                 |
| D                | Francesco Pambianchi    | Taranto       | definitivo                 |
| D                | Lorenzo Pasqualini      | Gorica        | prestito                   |
| D                | Francesco Rapisarda     | Vigor Lamezia | riscatto compartecipazione |
| D                | Raffaele Rosato         | Savona        | riscatto compartecipazione |
| D                | Mário Rui               | Empoli        | riscatto compartecipazione |
| D                | Raffaele Schiavi        | Frosinone     | definitivo                 |
| D                | Gennaro Scognamiglio    | Benevento     | definitivo                 |
| D                | Matija Širok            | Gorica        | prestito                   |
| D                | Cristiano Spirito       | Vigor Lamezia | prestito                   |
| D                | Angelo Tartaglia        | Paganese      | prestito                   |
| D                | Luca Tedeschi           | Cosenza       | definitivo                 |
| D                | Mohamed Traoré          | Cesena        | definitivo                 |
| D                | Ronaldo Vanin           | Gorica        | definitivo                 |
| D                | Eloge Yao               | Inter         | riscatto compartecipazione |
| C                | Simone Addessi          | Rimini        | prestito                   |
| C                | Pietro Baccolo          | Paganese      | prestito                   |
| C                | Yves Benoit Bationo     | Nîmes         | prestito                   |
| C                | Luca Berardocco         | Crotone       | prestito                   |
| C                | Emmanuel Cascione       | Cesena        | definitivo                 |
| C                | Daniele Casiraghi       | Gubbio        | prestito                   |
| C                | Cosimo Chiricò          | Ascoli        | prestito                   |
| C                | Camillo Ciano           | Crotone       | prestito                   |
| C                | Davide Colomba          | Pune City     | definitivo                 |
| C                | Nicola Cosentini        | Gavorrano     | riscatto compartecipazione |
| C                | Lorenzo Crisetig        | Inter         | riscatto compartecipazione |
| C                | Francesco Deli          | Paganese      | prestito                   |
| C                | Tommaso Domini          | Gubbio        | prestito                   |
| C                | Abdou Doumbia           | Lecce         | definitivo                 |
| C                | Vittorio Fabris         | Feralpisalò   | riscatto compartecipazione |
| C                | Francesco Finocchio     | Pisa          | prestito                   |
| C                | Niccolò Galli           | Padova        | riscatto compartecipazione |
| C                | Matteo Gaudiano         | Arzanese      | riscatto compartecipazione |
| C                | Manuel Giandonato       | Salernitana   | prestito                   |
| C                | Antonio Grillo          | Salernitana   | prestito                   |
| C                | Sebastyén Ihrig-Farkas  | Honvéd        | definitivo                 |
| C                | Massimo Loviso          | Gubbio        | prestito                   |
| C                | Antonio Maglia          | Vigor Lamezia | prestito                   |
| C                | Giedrius Matulevičius   | Arezzo        | prestito                   |
| C                | Gianvito Misuraca       | Pisa          | prestito                   |
| C                | Michele Moroni          | Cremonese     | prestito                   |
| C                | Gianluca Musacci        | Frosinone     | prestito                   |
| C                | Gianluca Nucera         | Savona        | definitivo                 |
| C                | Andrea Pappaianni       | Alessandria   | riscatto compartecipazione |
| C                | Cristian Pedrinelli     | Renate        | prestito                   |
| C                | Vincenzo Perna          | Savoia        | definitivo                 |
| C                | Gabriele Puccio         | Vigor Lamezia | prestito                   |
| C                | Andrea Rossi            | Latina        | prestito                   |
| C                | Stefano Rossini         | Vigor Lamezia | prestito                   |
| C                | Luca Rovelli            | Renate        | definitivo                 |
| C                | Tomislav Šarić          | Pistoiese     | prestito                   |
| C                | Andrea Scicchitano      | Santarcangelo | prestito                   |
| C                | Nicolas Šumský          | Dukla B.B.    | definitivo                 |
| C                | Zoran Švonja            | Salernitana   | prestito                   |
| C                | Zsolt Tamási            | Paks          | definitivo                 |
| C                | Amedej Vetrih           | Gorica        | definitivo                 |
| A                | Daniele Abbracciante    | Grosseto      | definitivo                 |
| A                | Jorman Aguilar          | Gorica        | definitivo                 |
| A                | Juan Antonio            | Feralpisalò   | prestito                   |
| A                | Vittorio Attili         | Fondi         | prestito                   |
| A                | Michele Bentoglio       | Gubbio        | prestito                   |
| A                | Daniele Bernasconi      | L’Aquila      | prestito                   |
| A                | Daniele Bazzoffia       | Olhanense     | definitivo                 |
| A                | Cristiano Bussi         | Paganese      | prestito                   |
| A                | Giuseppe Caccavallo     | Paganese      | prestito                   |
| A                | Leandro Campagna        | Melfi         | prestito                   |
| A                | Giovanbattista Catalano | Vigor Lamezia | riscatto compartecipazione |
| A                | Mauro Cioffi            | Vllaznia      | prestito                   |
| A                | Riccardo Cocuzza        | Renate        | prestito                   |
| A                | Claudio Corsetti        | Savoia        | definitivo                 |
| A                | Carmine De Sena         | Paganese      | fine prestito              |
| A                | Federico Di Francesco   | Cremonese     | prestito                   |
| A                | Andrea Dragonetti       | Salernitana   | prestito                   |
| A                | Vito Falconieri         | Pavia         | prestito                   |
| A                | Denilson Gabionetta     | Salernitana   | prestito                   |
| A                | Mikael Ishak            | Randers       | definitivo                 |
| A                | Gianluca Lapadula       | Teramo        | prestito                   |
| A                | Filippo Lauricella      | Renate        | riscatto compartecipazione |
| A                | Alessandro Luparini     | Gubbio        | prestito                   |
| A                | Gonzalo Mastriani       | Olhanense     | prestito                   |
| A                | Domenico Mungo          | Pistoiese     | prestito                   |
| A                | Vincenzo Richella       | Foggia        | riscatto compartecipazione |
| A                | Andrea Russotto         | Catanzaro     | riscatto compartecipazione |
| A                | Salvatore Sandomenico   | L’Aquila      | definitivo                 |
| A                | Mattia Sprocati         | Crotone       | prestito                   |
| A                | Pietro Tripoli          | Pistoiese     | prestito                   |
| A                | Gianluca Turchetta      | Matera        | prestito                   |

### Operazioni tra le due sessioni
| Acquisti | Acquisti        | Acquisti | Acquisti   |
| R.       | Nome            | da       | Modalità   |
| -------- | --------------- | -------- | ---------- |
| C        | McDonald Mariga | Inter    | svincolato |

| Cessioni | Cessioni          | Cessioni | Cessioni   |
| R.       | Nome              | a        | Modalità   |
| -------- | ----------------- | -------- | ---------- |
| C        | Filippo Boniperti | Mantova  | svincolato |

### Sessione invernale(dal 5/1 al 2/2)
| Acquisti         | Acquisti           | Acquisti        | Acquisti      |
| R.               | Nome               | da              | Modalità      |
| ---------------- | ------------------ | --------------- | ------------- |
| P                | Pavol Bajza        | Crotone         | fine prestito |
| D                | Zouhair Feddal     | Palermo         | fine prestito |
| C                | Andi Lila          | PAS Giannina    | prestito      |
| C                | Antonio Nocerino   | Milan           | prestito      |
| C                | Cristian Rodríguez | Atlético Madrid | prestito      |
| A                | Silvestre Varela   | Porto           | prestito      |
| Altre operazioni |                    |                 |               |
| R.               | Nome               | da              | Modalità      |
| P                | Nicholas Ballerini | Fiorenzuola     | prestito      |
| C                | Diego Acunzo       | Paganese        | definitivo    |
| A                | Leandro Campagna   | Melfi           | fine prestito |

| Cessioni         | Cessioni            | Cessioni               | Cessioni             |
| R.               | Nome                | a                      | Modalità             |
| ---------------- | ------------------- | ---------------------- | -------------------- |
| P                | Alex Cordaz         | Crotone                | prestito             |
| D                | Paolo De Ceglie     | Juventus               | fine prestito        |
| D                | Felipe              |                        | svincolato           |
| D                | Gabriel Paletta     | Milan                  | definitivo (2 mln €) |
| D                | Andrea Rispoli      | Palermo                | prestito             |
| D                | Stefan Ristovski    | Latina                 | prestito             |
| C                | Afriyie Acquah      | Hoffenheim             | fine prestito        |
| C                | Lucas Souza         | Moreirense             | prestito             |
| A                | Soufiane Bidaoui    | Latina                 | prestito             |
| A                | Antonio Cassano     |                        | svincolato           |
| A                | Nicola Pozzi        | Chievo                 | prestito             |
| Altre operazioni |                     |                        |                      |
| R.               | Nome                | da                     | Modalità             |
| P                | Mirko Pigliacelli   | Frosinone              | definitivo           |
| P                | Andrea Rossini      | Savona                 | prestito             |
| D                | Dario Castaldo      | Trestina               | prestito             |
| D                | Matteo Legittimo    | Grosseto               | prestito             |
| D                | Marco Modolo        | Carpi                  | prestito             |
| D                | Andrea Rossi        | Pescara                | prestito             |
| C                | Simone Addessi      | Fondi                  | prestito             |
| C                | Yves Benoit Bationo | San Marino             | prestito             |
| C                | Luca Berardocco     | Como                   | prestito             |
| C                | Manuel Giandonato   | Catanzaro              | prestito             |
| C                | Gianluca Musacci    | Pro Vercelli           | prestito             |
| C                | Irfan Sahman        | Jedinstvo Bijelo Polje | definitivo           |
| C                | Tomislav Šarić      | Savoia                 | prestito             |
| C                | Badara Sarr         | Catanzaro              | prestito             |
| C                | Andrea Scicchitano  | Tuttocuoio             | prestito             |
| C                | Mirko Velardi       |                        | svincolato           |
| C                | Zoran Švonja        | Donji Srem             | definitivo           |
| A                | Vittorio Attili     | Gualdo                 | prestito             |
| A                | Daniele Bernasconi  | Monza                  | prestito             |
| A                | Giuseppe Caccavallo | Casertana              | prestito             |
| A                | Carmine De Sena     |                        | svincolato           |
| A                | Vito Falconieri     | Santarcangelo          | prestito             |
| A                | Ignacio Jeraldino   | Unión San Felipe       | fine prestito        |
| A                | Alessandro Luparini | Melfi                  | prestito             |
| A                | Mattia Sprocati     | Pro Vercelli           | prestito             |
| A                | Pietro Tripoli      | Ascoli                 | prestito             |
| A                | Gianluca Turchetta  | Barletta               | prestito             |

### Operazioni successive alla sessione invernale
| Acquisti | Acquisti | Acquisti | Acquisti |
| R.       | Nome     | da       | Modalità |
| -------- | -------- | -------- | -------- |

| Cessioni | Cessioni           | Cessioni        | Cessioni      |
| R.       | Nome               | a               | Modalità      |
| -------- | ------------------ | --------------- | ------------- |
| P        | Marijan Corić      |                 | svincolato    |
| C        | Cristian Rodríguez | Atlético Madrid | fine prestito |
| A        | Ishak Belfodil     |                 | svincolato    |
| A        | Jonathan Biabiany  |                 | svincolato    |

## Risultati

### Serie A

#### Girone di andata
| Arbitro: | Peruzzo (Schio) |

|               |           |  |
| Rodríguez 38’ | Marcatori |  |

| Arbitro: | Massa (Imperia) |

|                                                            |           |                                                             |
| Cassano 27’ Felipe 51’ Lucarelli 73’ De Sciglio 89’ (aut.) | Marcatori | 25’ Bonaventura 37’ Honda 45’ (rig.), 79’ Ménez 68’ de Jong |

| Arbitro: | Damato (Barletta) |

|                      |           |                           |
| Izco 4’ Paloschi 82’ | Marcatori | 65’, 77’ Cassano 75’ Coda |

| Arbitro: | Mazzoleni (Bergamo) |

|               |           |                       |
| De Ceglie 56’ | Marcatori | 27’ Ljajić 88’ Pjanić |

| Arbitro: | Calvarese (Teramo) |

|                                             |           |                                     |
| Di Natale 28’, 45’ Heurtaux 58’ Théréau 83’ | Marcatori | 22’ José Mauri 45+4’ (rig.) Cassano |

| Arbitro: | Doveri (Roma) |

|          |           |                         |
| Coda 66’ | Marcatori | 53’ Perotti 90+3’ Matri |

| Arbitro: | Guida (Torre Annunziata) |

|            |           |  |
| Boakye 90’ | Marcatori |  |

| Arbitro: | Tagliavento (Terni) |

|             |           |                                    |
| Cassano 78’ | Marcatori | 20’ Floccari 23’ Acerbi 52’ Taïder |

| Arbitro: | Rocchi (Firenze) |

|             |           |  |
| Darmian 10’ | Marcatori |  |

| Arbitro: | Rizzoli (Bologna) |

|                   |           |  |
| De Ceglie 5’, 76’ | Marcatori |  |

| Arbitro: | Russo (Nola) |

|                                                                   |           |  |
| Llorente 23’, 36’ Lichtsteiner 29’ Tévez 49’, 58’ Morata 76’, 88’ | Marcatori |  |

| Arbitro: | Giacomelli (Trieste) |

|  |           |                         |
|  | Marcatori | 45+1’ Vecino 56’ Tavano |

| Arbitro: | Irrati (Pistoia) |

|                        |           |               |
| Dybala 37’ Barreto 73’ | Marcatori | 40’ Palladino |

| Arbitro: | Guida (Torre Annunziata) |

|               |           |                                 |
| Palladino 45’ | Marcatori | 45+3’ Mauri 59’ Felipe Anderson |

| Parma 14 dicembre 2014, ore 15:00 CET 15ª giornata | Parma         | 0 – 0 referto | Cagliari | Stadio Ennio Tardini (10 646 spett.)\| Arbitro: \| Valeri (Roma) \| |
| Arbitro:                                           | Valeri (Roma) |               |          |                                                                     |

| Arbitro: | Di Bello (Brindisi) |

|                               |           |  |
| Zapata 19’ Mertens 30’ (rig.) | Marcatori |  |

| Arbitro: | Damato (Barletta) |

|           |           |  |
| Costa 11’ | Marcatori |  |

| Arbitro: | Gavillucci (Latina) |

|                                |           |          |
| Sala 39’ Toni 72’ Valoti 90+1’ | Marcatori | 63’ Lodi |

| Arbitro: | Gervasoni (Mantova) |

|  |           |                           |
|  | Marcatori | 54’ Bergessio 70’ Soriano |

#### Girone di ritorno
| Arbitro: | Tagliavento (Terni) |

|                     |           |                            |
| Cascione 76’ (aut.) | Marcatori | 21’ Pulzetti 89’ Rodríguez |

| Arbitro: | Doveri (Roma) |

|                                    |           |              |
| Ménez 17’ (rig.), 57’ Zaccardo 76’ | Marcatori | 24’ Nocerino |

| Arbitro: | Rocchi (Firenze) |

|  |           |               |
|  | Marcatori | 54’ Zukanović |

| Roma 15 febbraio 2015, ore 15:00 CET 23ª giornata | Roma                 | 0 – 0 referto | Parma | Stadio Olimpico (37 539 spett.)\| Arbitro: \| Giacomelli (Trieste) \| |
| Arbitro:                                          | Giacomelli (Trieste) |               |       |                                                                       |

| Arbitro: | Cervellera (Taranto) |

|            |           |  |
| Varela 70’ | Marcatori |  |

| Arbitro: | Gavillucci (Latina) |

|                          |           |  |
| Falque 14’ Pavoletti 76’ | Marcatori |  |

| Parma 8 marzo 2015, ore 15:00 CET 26ª giornata | Parma               | 0 – 0 referto | Atalanta | Stadio Ennio Tardini (10 418 spett.)\| Arbitro: \| Di Bello (Brindisi) \| |
| Arbitro:                                       | Di Bello (Brindisi) |               |          |                                                                           |

| Arbitro: | Cervellera (Taranto) |

|                                                   |           |          |
| Sansone 24’, 36’ Berardi 61’ (rig.) Missiroli 65’ | Marcatori | 26’ Lila |

| Arbitro: | Mariani (Aprilia) |

|  |           |                        |
|  | Marcatori | 18’ M. López 73’ Basha |

| Arbitro: | Peruzzo (Schio) |

|            |           |          |
| Guarín 25’ | Marcatori | 44’ Lila |

| Arbitro: | Gervasoni (Mantova) |

|           |           |  |
| Mauri 60’ | Marcatori |  |

| Arbitro: | Pasqua (Tivoli) |

|                           |           |                       |
| Maccarone 32’ Tonelli 45’ | Marcatori | 19’ Lodi 73’ Belfodil |

| Arbitro: | Di Bello (Brindisi) |

|                     |           |  |
| Nocerino 22’ (rig.) | Marcatori |  |

| Arbitro: | Calvarese (Teramo) |

|                                             |           |  |
| Parolo 10’ Klose 13’ Candreva 16’ Keita 81’ | Marcatori |  |

| Arbitro: | Irrati (Pistoia) |

|                                        |           |  |
| Ekdal 3’ Farias 14’ M'Poku 38’ Čop 63’ | Marcatori |  |

| Arbitro: | Giacomelli (Trieste) |

|                           |           |                            |
| Palladino 9’ Jorquera 33’ | Marcatori | 28’ Gabbiadini 72’ Mertens |

| Arbitro: | Tommasi (Bassano del Grappa) |

|                                       |           |  |
| Rodríguez 13’ Gilardino 30’ Salah 56’ | Marcatori |  |

| Arbitro: | Minelli (Varese) |

|                         |           |                      |
| Nocerino 21’ Varela 36’ | Marcatori | 42’, 80’ (rig.) Toni |

| Arbitro: | Massa (Imperia) |

|                                |           |                          |
| Romagnoli 53’ De Silvestri 79’ | Marcatori | 74’ Palladino 88’ Varela |

### Coppa Italia

#### Fase finale
| Arbitro: | Cervellera (Taranto) |

|                         |           |         |
| Paletta 45’ Rispoli 84’ | Marcatori | 69’ Sau |

| Arbitro: | Peruzzo (Schio) |

|  |           |            |
|  | Marcatori | 89’ Morata |

## Statistiche
Statistiche aggiornate al 31 maggio 2015.

### Statistiche di squadra
| Competizione | Punti | In casa | In casa | In casa | In casa | In casa | In casa | In trasferta | In trasferta | In trasferta | In trasferta | In trasferta | In trasferta | Totale | Totale | Totale | Totale | Totale | Totale | DR  |
| Competizione | Punti | G       | V       | N       | P       | Gf      | Gs      | G            | V            | N            | P            | Gf           | Gs           | G      | V      | N      | P      | Gf     | Gs     | DR  |
| ------------ | ----- | ------- | ------- | ------- | ------- | ------- | ------- | ------------ | ------------ | ------------ | ------------ | ------------ | ------------ | ------ | ------ | ------ | ------ | ------ | ------ | --- |
| Serie A      | 19    | 19      | 5       | 4       | 10      | 19      | 27      | 19           | 1            | 4            | 14           | 14           | 48           | 38     | 6      | 8      | 24     | 33     | 75     | −42 |
| Coppa Italia | -     | 2       | 1       | 0       | 1       | 2       | 2       | 0            | 0            | 0            | 0            | 0            | 0            | 2      | 1      | 0      | 1      | 2      | 2      | 0   |
| Totale       | -     | 21      | 6       | 4       | 11      | 21      | 29      | 19           | 1            | 4            | 14           | 14           | 48           | 40     | 7      | 8      | 25     | 35     | 77     | −42 |

### Andamento in campionato
| Giornata  | 1  | 2  | 3  | 4  | 5  | 6  | 7  | 8  | 9  | 10 | 11 | 12 | 13 | 14 | 15 | 16 | 17 | 18 | 19 | 20 | 21 | 22 | 23 | 24 | 25 | 26 | 27 | 28 | 29 | 30 | 31 | 32 | 33 | 34 | 35 | 36 | 37 | 38 |
| --------- | -- | -- | -- | -- | -- | -- | -- | -- | -- | -- | -- | -- | -- | -- | -- | -- | -- | -- | -- | -- | -- | -- | -- | -- | -- | -- | -- | -- | -- | -- | -- | -- | -- | -- | -- | -- | -- | -- |
| Luogo     | T  | C  | T  | C  | T  | C  | T  | C  | T  | C  | T  | C  | T  | C  | C  | T  | C  | T  | C  | C  | T  | C  | T  | C  | T  | C  | T  | C  | T  | C  | T  | C  | T  | T  | C  | T  | C  | T  |
| Risultato | P  | P  | V  | P  | P  | P  | P  | P  | P  | V  | P  | P  | P  | P  | N  | P  | V  | P  | P  | P  | P  | P  | N  | V  | P  | N  | P  | P  | N  | V  | N  | V  | P  | P  | N  | P  | N  | N  |
| Posizione | 17 | 19 | 13 | 16 | 18 | 18 | 20 | 20 | 20 | 19 | 20 | 20 | 20 | 20 | 20 | 20 | 20 | 20 | 20 | 20 | 20 | 20 | 20 | 20 | 20 | 20 | 20 | 20 | 20 | 20 | 20 | 20 | 20 | 20 | 20 | 20 | 20 | 20 |

Legenda:

Luogo: C = Casa; T = Trasferta. Risultato: V = Vittoria; N = Pareggio; P = Sconfitta.